# Болонья
Боло́нья (итал. Bologna МФА: [boˈloɲːa]о файле, местн. Bulåggna [buˈlʌɲːa], лат. Bononia, Bolonia, Felsina) — город на севере Италии. Административный центр области Эмилия-Романья и одноимённой территориальной единицы, приравненной к провинции. Старейший университетский центр мира: Болонский университет основан в 1088 году. 
Население — 388 367 человек (2016 год). Уровень жизни в городе — один из самых высоких в Италии благодаря развитой промышленности и удачному расположению на перепутье транспортных коридоров. Болонью нередко называют кулинарной столицей Италии.
Покровителем города считается святой Петроний, день его памяти ежегодно отмечается 4 октября.

## География
Болонья расположена на Паданской равнине, у юго-восточного подножия Северных Апеннин между долинами рек Рено и Савена. Площадь города — 140 км². Высота варьируется от 54 до 300 м над уровнем моря.

## Климат
Климат Болоньи близок к субтропическому влажному, имеет довольно много общего с климатом Сочи. Он отличается от доминирующего южнее типичного средиземноморского климата равномерностью осадков в течение года. Зимы в Болонье мягкие, иногда выпадает снег, но редко ложится. Вместе с тем в отдельные годы возможны сильные морозы. Лето, как правило, жаркое и душное, а осень очень дождливая.
| Показатель                    | Янв. | Фев. | Март | Апр. | Май | Июнь | Июль | Авг. | Сен. | Окт. | Нояб. | Дек. | Год |
| ----------------------------- | ---- | ---- | ---- | ---- | --- | ---- | ---- | ---- | ---- | ---- | ----- | ---- | --- |
| Средняя температура, °C       | 2    | 4    | 8    | 13   | 19  | 21   | 23   | 23   | 20   | 14   | 8     | 3    | 13  |
| Норма осадков, мм             | 50   | 40   | 50   | 80   | 70  | 60   | 40   | 40   | 60   | 100  | 70    | 40   | 750 |
| Источник: www.weatherbase.com |      |      |      |      |     |      |      |      |      |      |       |      |     |

## История

### Античность
Болонья основана этрусками приблизительно в 510 году до н. э. Первоначально город назывался Фельсиной (вероятная этрусская форма названия — Вельсна) и развивался вокруг святилища на холме и близлежащего некрополя. В IV веке до н. э. город был захвачен кельтским племенем бойев. В 189 году до н. э. сенат Римской республики по инициативе Валерия Флакка учредил в Фельсине римскую колонию Бононию (по названию племени бойев) с населением 3000 человек. В эпоху расцвета Римской империи в Болонье проживало порядка 10 000 человек, это был один из богатейших городов Италии; однако памятников античной эпохи в городе сохранилось мало.

### Средние века
В Средние века в Болонье наступило некоторое оживление уже в V веке при епископе Петронии, в частности, была построена церковь Св. Стефана. В VI веке Болонья вошла в состав Равеннского греческого экзархата, а затем, в 728 году, отдалась под власть лангобардского короля Луитпранда. Карл Великий даровал Болонье права свободного города, в гербе которого отныне помещено слово «свобода» (libertas).
В XI веке Болонья, получившая статус свободного города, стала расти. В 1088 году основан первый в Европе университет — Студио. В 1256 году в Болонье принят «закон рая» (итал. Legge del Paradiso), отменявший крепостное право.
В 1164 году Болонья вошла в состав Ломбардской лиги, противостоявшей Фридриху Барбароссе. В спорах, происходивших между старыми итальянскими городами, Болонья всегда отличалась своей ревностной преданностью папскому престолу; она ожесточённо сражалась с гибеллинами. Энцо, любимый сын Фридриха II, находился здесь в плену в течение 22 лет, до самой своей смерти. Дворянство в Болонье не несло общественной службы; в ней отдавалось предпочтение демократическому строю городов Тосканы перед аристократическим режимом городов Ломбардии.
В XV веке Екатерина Болонская основала в Болонье клариссинский Монастырь Corpus Domini. В течение всего XV столетия в Болонье происходила борьба за власть между двумя могущественными фамилиями, Бентивольо и Ченедули. В 1512 году папа Юлий II овладел Болоньей и присоединил её вновь к римским владениям. В ней произошла, по случаю заключения Конкордата 1516 года, встреча Льва Х и Франциска I, а Карл V торжественно был коронован здесь в 1530 году папою Климентом VII, после того, как раздал своим союзникам различные провинции Италии.
В XVII веке Болонья являлась интеллектуальным центром Европы, туда съезжались молодые люди изо всех стран для изучения математики, астрономии и других наук (именно в Болонском университете обучался Н. Коперник). Особенность университета состояла в том, что преподавательский состав назначался студенческой корпорацией, имевшей право уволить неугодного им лектора.

### Новое время
В 1796 году Болонья была занята французами и вошла сначала в состав Цизальпинской республики, а затем сделалась столицей департамента Рено вновь образованного Итальянского королевства. Будучи возвращена в 1815 году папскому престолу, она служила очагом революционной борьбы против Григория XVI. В ней было провозглашено временное правительство и конституция. Но австрийцы заняли город, изгнали мятежников и закрыли университет (1831—1832). Другое революционное движение, нашедшее поддержку у папы Пия IX, вспыхнуло в 1846 году; патриоты ещё раз потерпели поражение после трёхлетней борьбы (в 1849 году). Болонья стала опять столицей одного из четырёх папских владений. В 1860 году она вместе со всей Романьей присоединилась к Итальянскому королевству.

## Архитектура
В XII—XIII веках в Болонье было построено от 80 до 100 башен. Два десятка башен уцелели до нашего времени и выступают городскими достопримечательностями.
К началу XX века Болонья все ещё сохраняла колорит средневекового города: была окружена кирпичной стеной, имевшей 6 км по периметру, с 12 воротами, городские улицы большей частью были тесными и кривыми, вдоль многих из них тянулись портики и аркады, ныне вошедшие в список Всемирного наследия ЮНЕСКО, размещённые внутри стен города многочисленные памятники старины — церкви, дворцы и палаццо — почти все относились к XIII и XIV столетиям с их неизбежными башнями и зубчатыми стенами, всё это было окрашено в серый или красноватый цвет, покрыто трещинами и расселинами.
Рост значения Болоньи как крупного железнодорожного узла Итальянского королевства подтолкнул в 1881 году муниципалитет составить план развития и расширения города, причём за основу была принята та же идея развития города, что и при османизации Парижа. Городские стены были частично разрушены в 1903—1906 годах, прорублены новые широкие улицы — улица Независимости (via Indipendenza, закончена в 1890 г.), современные улицы Фарини и Гарибальди.

## Центральные площади
Центром города с давних пор являются смежные и расположенные под углом друг к другу площади. На одной из них — Пьяцца-Неттуно (итал. Piazza Nettuno, с итал. — «площадь Нептуна») — с XVI века стоит фонтан Нептуна работы скульптора Джамболоньи. Другая площадь — пьяцца Маджоре (итал. Piazza Maggiore, с итал. — «Большая площадь»).
На восточной стороне площади Нептуна находятся:
- Palazzo di Re Enzo — построенный в готическом стиле. Дворец известен тем, что в нём с 1249 до своей смерти в 1272 году был заключён король Сардинии и сын императора Фридриха Второго — Энцио (итал. Enzio)
- Palazzo del Podestà, прилегающее к дворцу Энцио, построенное в 1201 году и широко реконструированное в стиле Ренессанса между 1472 и 1484 годами семейством Бентивольо. Здание снабжено донжоном Torre delľArengo.

Далее, уже на Большой площади находятся, на востоке — Palazzo dei Notai, возведённое для общества Нотариусов между 1384 и 1422 годами по проекту Антонио ди Винченцо.
На северной стороне — Palazzo dei Banchi, построенное в 1412 году для нужд городских банков и перестроенное в 1568 году по проекту Виньолы с характерным портиком.
На площадь выходит неоконченный фасад базилики Сан-Петронио. Эта базилика, посвящённая св. Петронию, была начата в 1390 году и должна была стать одной из величайших церквей когда-либо известных, но её постройка была прервана в 1759 году. Базилика имеет в длину 208 м и в поперечнике 142 м. Всеобщее внимание привлекают наружные барельефы работы Якопо делла Кверча, изображающие историю сотворения мира. В 1530 году в этой базилике происходила коронация Карла V.
Наконец, на западной, общей для обеих площадей стороне, находится грандиозное здание Palazzo Comunale (муниципалитет), включающее в себя Palazzo D’Accursio, построенное в 1290 году и реконструированное после пожара (1425) архитектором Фиораванте Фиораванти, отцом Аристотеля Фиораванти. Здание и ныне выглядящее как огромное и суровое укрепление.
- Палаццо Ре Энцо
- Палаццо Подеста
- Палаццо Коммунале
- Фонтан Нептуна

Неподалёку расположен кафедральный собор Св. Петра (итал. Cattedrale di San Pietro (Bologna)).
Также из городских церквей в художественном отношении интересны:
- Сан-Доменико (итал. Basilica di San Domenico (Bologna)), в которой находится могила святого Доменика, умершего в Болонье в 1221 году, знаменитая своими скульптурными украшениями работы Никколо Пизано, итал. Niccolò dell'Arca и Микеланджело.
- Сан-Джакомо Маджоре с фресками Лоренцо Коста, Франческо Франча и Амико Аспертини.
- Санто-Стефано, комплекс из четырёх церквей, выстроенных на месте древнего храма Исиды в V веке

Комплекс находится на одноимённой площади.
Вход в комплекс производится через Chiesa del Crozifisso, построенную вначале в романском стиле, но перестроенную в 1837 году. Центральным зданием комплекса служит восьмиугольная (XII век) Chiesa del San Sepolcro, в которой находится могила св. Петрония. Далее после прохождения двора и крестового хода следует Chiesa dell Trinita (XIII век) и, наконец, романская Chiesa deiSanti Vitale e Agricola, старейшее здание на площади (между VIII и XI веками, но с фасадом 1885 года).
Пройдя к северу от комплекса по одноимённой улице, можно попасть на небольшую площадь, на которой расположен дворец Мерканси.
Вертикальными доминантами города, расположенными здесь же, являются две знаменитые «падающие» башни из простого кирпича. Более высокая башня (97 м), продолжающая наклоняться и ныне, — Башня Азинелли, с вершины которой видны Эвганейские горы, расположенные к северу от реки По. Башня Гарисенда достигает половины высоты своей соседки и наклонена ещё сильнее.
Знаменитый Болонский университет, за время своего существования менявший несколько раз своё помещение, ныне помещается в палаццо Челлези. Болонская академия художеств обладает одним из лучших собраний предметов искусства и в особенности галереей картин всех итальянских мастеров. Особенное внимание знатоков обращает на себя «Святая Цецилия» Рафаэля. Академия богата преимущественно полотнами старых мастеров, стоявших во главе болонской школы живописи: Франча, Карраччи, Гвидо Рени, Доменикино и Гверчино.
Вне города, на маленьком возвышении, находится женский монастырь с Мадонною св. Луки, куда стекаются пилигримы. К церкви ведёт протянувшаяся на 3,5 км галерея XVIII века, состоящая из 666 арок и 15 часов, символизирующая змея.
В окрестностях Болоньи находится монастырь и монументальное кладбище, одно из самых красивых.

## Транспорт
В Болонье находится аэропорт Гульельмо Маркони, названный в честь изобретателя радио Маркони. Аэропорт был реконструирован в 2004 году: увеличена взлётно-посадочная полоса для того, чтобы аэропорт мог принимать большие по размеру самолёты.
Также в Болонье находится вокзал, который считается самым большим и важным транспортным узлом Италии из-за своего стратегического местоположения. На вокзале 33 пути, и он занимает первое место в Италии по размеру и объёму движения. В памяти итальянцев вокзал неразрывно связан с террористическим актом в августе 1980 года, который унёс 85 жизней, было ранено более 200 человек. В связи с этим в одном из залов ожидания старого вокзала настенные часы показывают всегда одно и то же время — то, в которое произошёл теракт.
В настоящее время построено новое здание железнодорожного вокзала, а железнодорожные пути за последние несколько лет были расширены. В частности, с путей 16—19 отправляются скоростные поезда «Frecciarossa» — «Красная стрела».

## Культура
В Болонье находится один из ведущих итальянских оперных театров, «Театро коммунале ди Болонья». На его сцене ставили свои произведения Россини (12 премьер), Беллини (7 премьер) и другие. Оркестром оперы дирижировал Артуро Тосканини в 1894 году, здесь прошла итальянская премьера «Лоэнгрина» Вагнера. В городе расположены Национальная пинакотека, Музей современного искусства, Болонский университет и Болонская академия наук.
В 1477 году в Болонье тиражом 500 экземпляров был впервые напечатан знаменитый трактат Клавдия Птолемея «География», который позднее неоднократно переиздавался и оказал колоссальное влияние на развитие географических представлений европейцев.

## Язык
Помимо стандартного итальянского, в Болонье распространён собственный болонский диалект, весьма от него отличающийся и относящийся к эмилиано-романьольскому наречию.

## Спорт
«Болонья» — итальянский футбольный клуб, основанный в 1909 году. Шестой в списке самых титулованных клубов Италии. Выступает в Серии A, на стадионе «Ренато Даль-Ара» вместимостью 39 444 зрителей. 
«Виртус» Болонья — многократный чемпион Италии по баскетболу, многократный обладатель Кубка Италии и главных европейских клубных трофеев. Домашняя арена рассчитана на 10 000 зрителей.

## Кухня
Болонью называют кулинарной столицей Италии. Болонья — родина не только соуса «болоньезе», но и тортеллини, и суго болонезе, колбас сальсичча и мортаделла. По легенде, в Болонье были изобретены и тальятелле из яичного теста, специально к свадьбе Лукреции Борджиа и Альфонса д’Эсте.

## Города-побратимы
- Ковентри, Великобритания, 1984
- Харьков, Украина, 1966
- Ла-Плата, Аргентина, 1988
- Лейпциг, Германия, 1962[9]
- Сент-Луис, США, 1987
- Портленд, США, 2003
- Салоники, Греция, 1981
- Сан-Карлос, Никарагуа, 1988
- Сен-Луи, Сенегал, 1991
- Тулуза, Франция, 1981
- Тузла, Босния и Герцеговина, 1994
- Валенсия, Испания, 1976
- Загреб, Хорватия, 1963[10]
- Прага, Чехия

## В астрономии
В честь Болоньи назван астероид (361) Бонония, открытый в 1893 году.

## Известные персоналии
- Этторе Бастико (1876—1972) — итальянский военный и государственный деятель. Маршал Италии.
- Дзамбеккари, Франческо (1752—1812) — итальянский пионер воздухоплавания.
- Донато Крети (1671—1749), выдающийся итальянский живописец.[11]
- Джованни Баттиста Пьянтанида (1705—28 октября 1773, Болонья) — итальянский скрипач-виртуоз и композитор, сочинявший виртуозные сочинения для скрипки.
- Фаринелли (1705—1782, Болонья) — итальянский певец, голос которого охватывал три с половиной октавы. Ему посвящён фильм «Фаринелли-кастрат».
- Лучо Далла (1943—2012) — итальянский певец, композитор и автор песен. Автор знаменитой песни «Caruso», посвящённой последним дням жизни великого итальянского тенора Энрико Карузо.
- Пьерлуи́джи Колли́на (итал. Pierluigi Collina; род. 13 февраля 1960, Болонья) — итальянский футбольный судья, с 2016 года — глава судейского комитета УЕФА, глава судейского комитета международной федерации футбола (ФИФА), консультант итальянской ассоциации судей, куратор судейского комитета итальянской ассоциации футбола (до 2012 года). Один из выдающихся футбольных судей мира на стыке 1990-х и 2000-х годов.